# КТ315
КТ315 — кремниевый высокочастотный биполярный транзистор малой мощности n-p-n-проводимости в корпусе KT-13, получивший самое широкое распространение в советской радиоэлектронной аппаратуре.
В маркировку транзисторов, предназначенных для продажи, помимо буквы, обозначающей группу, эмблемы завода и даты изготовления входила и розничная цена, например «ц20к», что означало цена 20 копеек.

## История

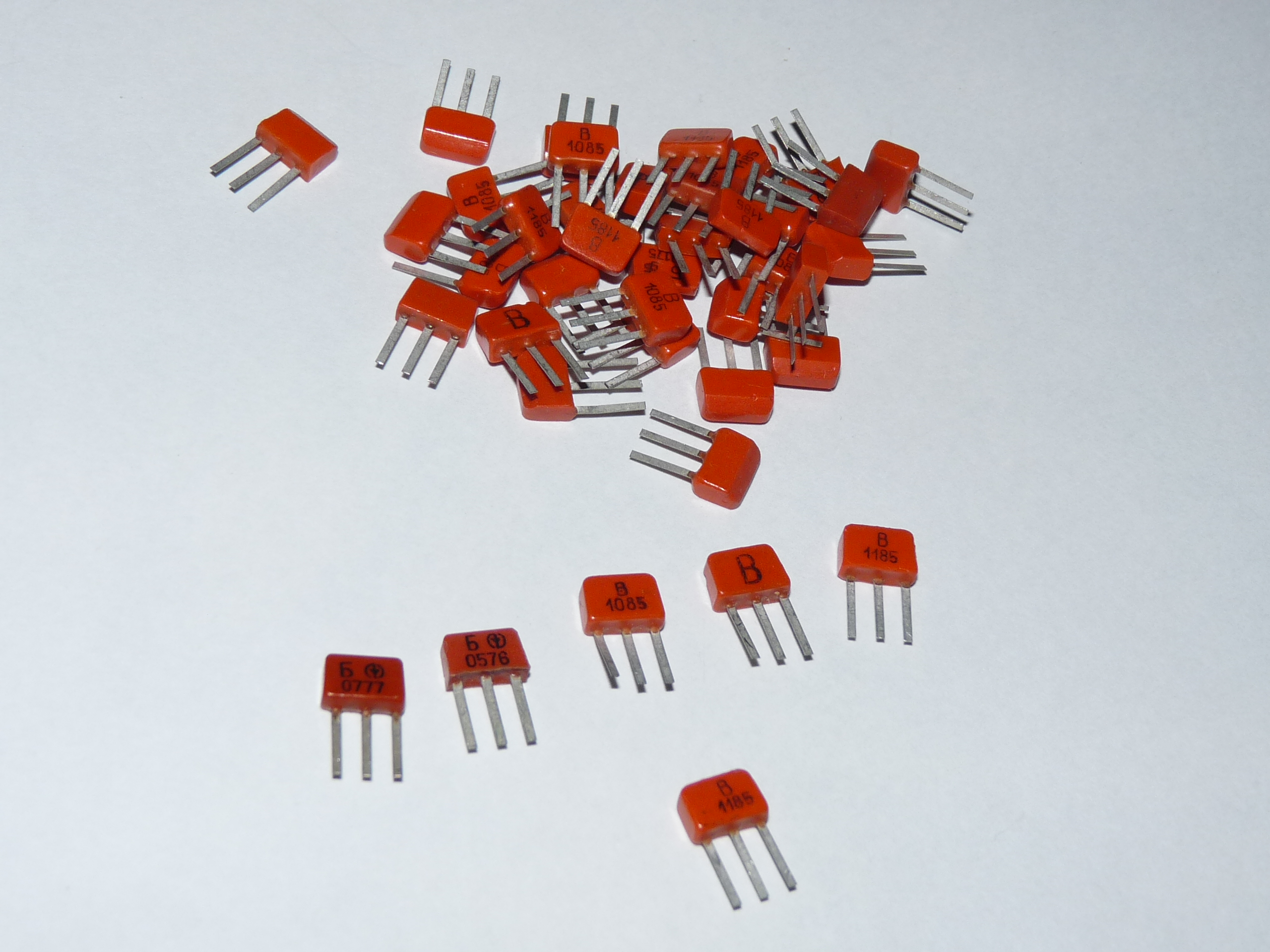
КТ315 и КТ361

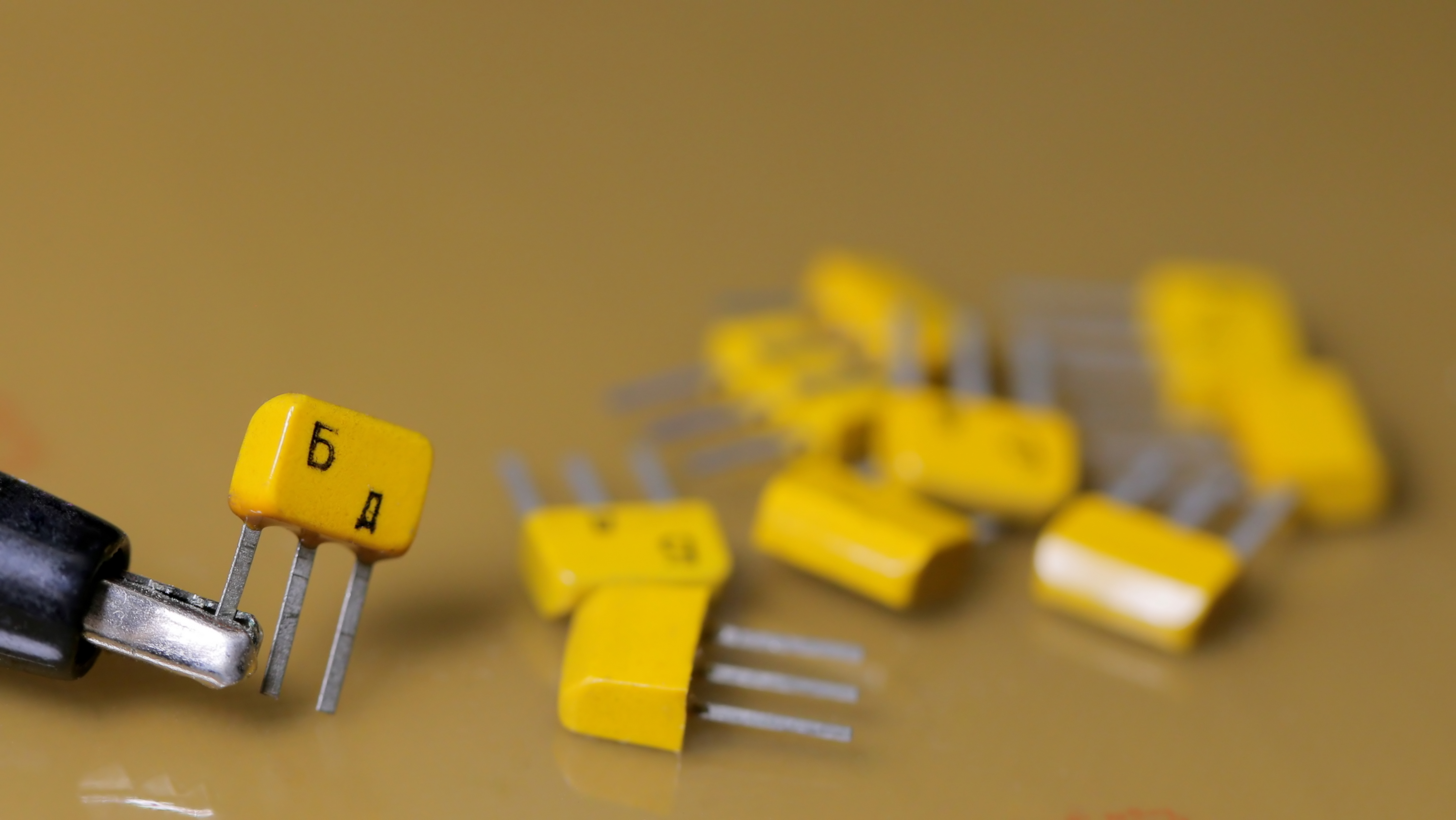
КТ315

В 1966 году Министр электронной промышленности СССР
А. И. Шокин прочитал в журнале «Electronics» новость о разработке в США транзистора, технологически приспособленного под массовое производство — с использованием метода сборки на непрерывной ленте на магнитных накопительных барабанах. Разработкой транзистора и оборудованием для производства занялся НИИ «Пульсар», Фрязинский полупроводниковый завод и его ОКБ.
Уже в 1967 году была выполнена подготовка производства для запуска массового изготовления, а в 1968 году были выпущены первые электронные устройства на базе КТ315.
Первым массовым транзистором с кодовой маркировкой был КТ315 в миниатюрном пластмассовом корпусе КТ-13. На нём в левом верхнем углу плоской стороны ставилась буква, обозначающая группу, ниже иногда указывалась дата изготовления. Через несколько лет в корпусе КТ-13 стали выпускать транзистор с p-n-p проводимостью — КТ361. Для отличия от КТ315 буква, обозначающая группу, ставилась посередине верхней части на плоской стороне корпуса.
Разработка КТ315 была отмечена в 1973 году Государственной премией СССР.
Транзистор выпускался предприятиями: «Электроприбор» (г. Фрязино), «Квазар» (г. Киев), «Континент» (г. Зеленодольск), «Кварцит» (г. Орджоникидзе), ПО «Элькор» (г. Нальчик), НИИПП (г. Томск), ПО «Электроника» (г. Воронеж). В 1970 году их производство в порядке технического сотрудничества также было передано в Польшу на предприятие Unitra CEMI. Для этого на Воронежском объединении «Электроника» демонтировали целый цех, и в кратчайшие сроки вместе с запасом материалов и комплектующих смонтировали и запустили его в Варшаве. Научно-производственный центр Unitra CEMI в конечном итоге обанкротился в 1990 году, оставив польский рынок микроэлектроники открытым для иностранных компаний. В начале 1990-х годов общее количество выпущенных транзисторов КТ315 превысило 7 миллиардов штук.
Подавляющее большинство транзисторов КТ315 и КТ361 было выпущено в корпусах жёлтого или красно-оранжевого цвета, значительно реже можно встретить розовые, зелёные и черные.
Транзистор КТ315 выпускается по сей день[когда?] рядом предприятий: ЗАО «Кремний» г. Брянск, СКБ «Элькор» Республика Кабардино-Балкария г. Нальчик, завод НИИПП г. Томск. Транзистор КТ315-1 выпускается: ЗАО «Кремний» г. Брянск, завод «Транзистор» Республика Беларусь г. Минск, АО «Элекс» г. Александров Владимирская область. Так например Белорусский ОАО «Интеграл» (предприятие холдинга завод «Транзистор») производит транзистор КТ315 в корпусе КТ-26 (аналог TO92).

## Применение
Транзисторы КТ315 предназначались для работы в схемах усилителей звуковых и радиочастот, в преобразовательных и импульсных схемах, и широко использовались в электронной аппаратуре бытового и промышленного назначения, а также радиолюбителями. В военной аппаратуре КТ315 не применялись, их функции в аналогичных схемах обычно выполняли транзисторы 2Т312 или 2Т316 в металлостеклянных корпусах, а в некоторых устройствах — и германиевые транзисторы серии МП.
Для компьютеров, станков с ЧПУ, цветных телевизоров и аудиоаппаратуры высшего класса выпускались транзисторы повышенной надежности, в их маркировке рядом с буквой присутствовала точка.
В начале 1990-х годов появилась тенденция вытеснения КТ315 более современным транзистором КТ3102, который также имел комплементарную пару p-n-p проводимости — КТ3107 — и отличался от КТ315 бо́льшим статическим коэффициентом передачи тока при малом коэффициенте шумов на низких частотах, что было важно для высококачественной аналоговой аудиоаппаратуры. Однако, в связи с начавшимся массовым переходом электронной аппаратуры на микросхемы, КТ3102 такого же широкого распространения не получил.

## Технология
Транзисторы этого типа стали первенцами новой технологии — планарно-эпитаксиальной. Эта технология подразумевает, что все структуры транзистора образуются с одной стороны кристалла, исходный материал имеет тип проводимости, как у коллектора, в нём сначала формируется базовая область, а затем в ней — эмиттерная. Эта технология была освоена советской радиоэлектронной промышленностью как ступень к изготовлению интегральных микросхем без диэлектрической подложки. До появления КТ315 низкочастотные транзисторы изготавливались по «сплавной» технологии, а высокочастотные — по диффузионной. Соотношение параметров, достигнутое в КТ315, было прорывным для времени его появления. Так, например, он превосходил современный ему германиевый высокочастотный транзистор ГТ308 по мощности в 1,5 раза, по граничной частоте в 2 раза (ГТ308 — 120 МГц, КТ315 — 250 МГц), по максимальному току коллектора в 3 раза, и при этом был дешевле. Он мог заменить и низкочастотные МП37, при равной мощности превосходя их по коэффициенту передачи тока базы, максимальному импульсному току и обладая лучшей температурной стабильностью. Кремний как материал позволял этому транзистору десятки минут работать на умеренных токах даже при температуре плавления припоя, правда, с ухудшением характеристик, но без необратимого выхода из строя.

## КТ361
КТ361 — биполярный транзистор p-n-p-проводимости. Комплементарен к КТ315, благодаря чему часто использовался в паре с последним в бестрансформаторных двухтактных схемах. Благодаря неплохим техническим характеристикам получил широкое распространение в отечественной радиотехнике. Для отличия от КТ315 буква, обозначающая группу, ставилась посередине верхней части плоской стороны, иногда между двумя дефисами.
Транзистор КТ361 и КТ361-1 изготавливался в корпусе КТ-13. Впоследствии КТ361 стал выпускаться в корпусе КТ-26 (зарубежный аналог TO92), транзисторы в этом корпусе получили дополнительные цифры «2 или 3» в обозначении, например КТ361Г2 или КТ361Г3. Корпус надежно предохраняет кристалл транзистора от механических и химических повреждений. На основе этих транзисторных структур изготавливаются выпрямительные диоды типов КД128А, КД128Б, КД128В. Транзистор КТ361 выпускался предприятиями: ПО «Элькор» Республика Кабардино-Балкария г. Нальчик, НИИПП г. Томск, «Элекс» г. Александров Владимирская область. В настоящее время промышленностью выпускаются транзисторы КТ361-2 и КТ361-3. Транзистор КТ361-2 выпускает ЗАО «Кремний» г. Брянск по техническим условиям АДБК.432140.995ТУ (справочный лист на него). Транзистор КТ361-2 и КТ361-3 производит завод «Транзистор» Республика Беларусь г. Минск по техническим условиям ФЫО.336.201 ТУ/02 (справочный лист на него).